# The Bernie Mac Show
The Bernie Mac Show è una serie televisiva statunitense in 104 episodi trasmessi per la prima volta nel corso di 5 stagioni dal 2001 al 2006.
È una sitcom incentrata sulle vicende di Bernie McCullough, interpretato dal Bernie Mac, e di sua moglie che allevano i tre figli della sorella di lui: Jordan, Bryana, e Vanessa.

## Trama
Il personaggio interpretato da Bernie McCullough prende in custodia i figli di sua sorella Stacy dopo che lei è entrata in un centro di riabilitazione per la sua tossicodipendenza. Gran parte dell'umorismo si basa sugli sforzi continui di Mac di essere un buon tutore per i bambini. In molte scene Mac rompe la quarta parete e parla con il pubblico che interpella con il nome "America".

## Personaggi e interpreti

### Personaggi principali
- Bernie McCullough (104 episodi, 2001-2006), interpretato da Bernie Mac.
- Wanda McCullough (104 episodi, 2001-2006), interpretata da Kellita Smith.
- Jordan Thomkins (104 episodi, 2001-2006), interpretato da Jeremy Suarez.
- Bryana Thomkins (104 episodi, 2001-2006), interpretata da Dee Dee Davis.
- Vanessa Thomkins (104 episodi, 2001-2006), interpretata da Camille Winbush.
- W. B. (33 episodi, 2001-2006), interpretato da Reginald Ballard.
- Chuy (29 episodi, 2001-2006), interpretato da Lombardo Boyar.
- Kelly (29 episodi, 2001-2006), interpretato da Michael Ralph.

### Personaggi secondari
- Padre Cronin (11 episodi, 2001-2005), interpretato da Wade Williams.
- Donna (11 episodi, 2002-2006), interpretata da Naya Rivera.
- Jerry Best (10 episodi, 2002-2005), interpretato da Rick Hoffman.
- Joan Lefko (8 episodi, 2001-2005), interpretato da Meagen Fay.
- Teri (5 episodi, 2003-2005), interpretata da Ashley Monique Clark.
- Byron (4 episodi, 2001-2002), interpretato da Garrett Jackman.
- Shannon (4 episodi, 2002-2006), interpretata da Emmy Yu.
- Bryan (4 episodi, 2005-2006), interpretato da Anthony Anderson.
- Jason (4 episodi, 2005-2006), interpretato da Nicholas S. Morrison.
- Mark (3 episodi, 2002-2003), interpretato da Adrian Santos.
- Se stesso (3 episodi, 2002-2005), interpretato da Carl Reiner.
- Benita (3 episodi, 2003-2005), interpretata da Niecy Nash.
- Cheryl (3 episodi, 2004-2005), interpretata da Danielle Nicolet.
- Todd (3 episodi, 2005-2006), interpretato da Josh Blaylock.
- Mark (3 episodi, 2003-2005), interpretato da Taj Stewart.
- Sorella Patrice (3 episodi, 2004-2005), interpretata da Sally Ann Brooks.
- Zia Liva (2 episodi, 2002), interpretata da Irma P. Hall.
- Chuy (2 episodi, 2001), interpretato da Carlos Mencia.
- Madre di Shannon (2 episodi, 2002), interpretata da Cindy Lu.
- Todd (2 episodi, 2003), interpretato da Andre Kinney.
- Coach (2 episodi, 2003), interpretato da Darnell Suttles.
- Brad Cooley (2 episodi, 2001-2002), interpretato da Matt Besser.
- Serge (2 episodi, 2003-2005), interpretato da Richard Cross.
- Sanjay (2 episodi, 2005), interpretato da Neil Joshi.
- Coach Rogers (2 episodi, 2005), interpretato da Michael Coleman.
- Lara (2 episodi, 2002-2005), interpretata da Aria Wallace.
- Killa From Manilla (2 episodi, 2003-2005), interpretato da Justin Lee.
- Sorella Patricia (2 episodi, 2005), interpretata da Royce Herron.
- Brooke (2 episodi, 2004-2005), interpretata da Stephanie Patton.
- Leora (2 episodi, 2003-2004), interpretata da Janet Hubert.
- Billy (2 episodi, 2003-2004), interpretato da Duane Carnahan.
- Lloyd (2 episodi, 2003-2004), interpretato da Steven Williams.
- Calvin, fratello di Bernie (2 episodi, 2004-2005), interpretato da Glynn Turman.
- Shonte (2 episodi, 2004-2005), interpretato da Omarion Grandberry.
- Reggie (2 episodi, 2002-2004), interpretato da Arjay Smith.
- David (2 episodi, 2004-2005), interpretato da Brian Posehn.
- Paramedico (2 episodi, 2001-2006), interpretato da Cynthia Graham.
- Tasha (2 episodi, 2002-2006), interpretata da Krysten Leigh Jones.
- T-Bone (2 episodi, 2004-2005), interpretato da Tyrone Batista.
- Michael (2 episodi, 2003-2004), interpretato da Carter Jenkins.
- Aaron (2 episodi, 2003-2004), interpretato da Taylor Lautner.
- Cugino Lou (2 episodi, 2004-2005), interpretato da Tommy Davidson.
- Doris Flynt (2 episodi, 2004), interpretata da Chelsea Handler.
- Dottor Phil (2 episodi, 2004), interpretato da Phil McGraw.

## Produzione
La serie, ideata da Larry Wilmore, fu prodotta da 20th Century Fox Television, Regency Television, e Wilmore Films e girata negli studios della 20th Century Fox a Century City, a Los Angeles, a Chicago, e al Malibu Country Club di Malibù. Le musiche furono composte da Stanley A. Smith.

### Registi
Tra i registi sono accreditati:
- Lee Shallat Chemel in 16 episodi (2001-2006)
- Victor Nelli Jr. in 12 episodi (2003-2006)
- Ken Kwapis in 11 episodi (2001-2006)
- Linda Mendoza in 11 episodi (2001-2006)
- Ken Whittingham in 11 episodi (2002-2006)
- Reginald Hudlin in 11 episodi (2002-2005)
- Robert Berlinger in 5 episodi (2002-2004)
- Michael Spiller in 5 episodi (2002-2004)
- Warren Hutcherson in 4 episodi (2004-2005)
- David Grossman in 3 episodi (2002-2005)
- Roger Nygard in 2 episodi (2005-2006)
- Keith Truesdell in 2 episodi (2005-2006)
- Millicent Shelton in 2 episodi (2005)

### Sceneggiatori
Tra gli sceneggiatori sono accreditati:
- Bernie Mac in 104 episodi (2001-2006)
- Larry Wilmore in 104 episodi (2001-2006)
- Jeffrey Bushell in 30 episodi (2002-2003)
- Jerry Collins in 27 episodi (2002-2006)
- Nguyen Orange in 22 episodi (2002-2004)
- Corey Nickerson in 21 episodi (2005-2006)
- Antonia March in 21 episodi (2005)
- Jacqueline McKinley in 21 episodi (2005)
- Teri Schaffer in 15 episodi (2001-2006)
- Marc Abrams in 12 episodi (2001-2006)
- Michael Benson in 12 episodi (2001-2006)
- Steve Tompkins in 12 episodi (2001-2006)
- Bobby Gaylor in 12 episodi (2002-2003)
- Warren Hutcherson in 11 episodi (2002-2006)
- Brian Egan in 11 episodi (2004-2006)
- Angela Yarbrough in 9 episodi (2005-2006)
- Courtney Kemp Agboh in 8 episodi (2005)
- Kriss Turner in 7 episodi (2001-2003)
- Fred Johnson in 5 episodi (2004-2006)
- Saladin K. Patterson in 5 episodi (2004-2006)
- Richard Appel in 4 episodi (2003-2005)
- Kate Angelo in 3 episodi (2004)
- John Riggi in 3 episodi (2004)
- David Flebotte in 2 episodi (2002-2003)
- Paul Lieberstein in 2 episodi (2002-2003)
- Pete Aronson in 2 episodi (2004-2006)
- Jacqueline R. Clay in 2 episodi (2004)

## Distribuzione
La serie fu trasmessa negli Stati Uniti dal 14 novembre 2001 al 14 aprile 2006 sulla rete televisiva Fox.
Alcune delle uscite internazionali sono state:
- negli Stati Uniti il 14 novembre 2001 (The Bernie Mac Show)
- in Francia il 26 aprile 2002 (The Bernie Mac Show)
- in Islanda il 27 giugno 2003
- in Svezia il 14 gennaio 2005
- in Finlandia il 26 marzo 2005 ] (Bernie Mac Show)

## Episodi
| Stagione         | Episodi | Prima TV USA |
| ---------------- | ------- | ------------ |
| Prima stagione   | 22      | 2001-2002    |
| Seconda stagione | 22      | 2002-2003    |
| Terza stagione   | 22      | 2003-2004    |
| Quarta stagione  | 16      | 2004-2005    |
| Quinta stagione  | 22      | 2005-2006    |